# Aegirocassis
Aegirocassis es un género extinto de radiodonto filtrador perteneciente a la familia Hurdiidae que vivió hace 480 millones de años durante el inicio del Ordovícico. 
Solo se conoce una especie, Aegirocassis benmoulai. Los fósiles de A. benmoulai fueron descubiertos en la Formación Fezouata en Marruecos por Mohamed Ben Moula, un coleccionista de fósiles a quien debe el nombre de especie, por haber dado noticia del hallazgo al paleontólogo profesional Peter Van Roy de la Universidad de Ghent en Bélgica. Van Roy llevó a cabo la excavación y recuperó un bien preservado espécimen en tres dimensiones, algo excepcional dado que los fósiles de su tipo suelen encontrarse aplanados en las rocas.
Fue descrito como el fósil más antiguo conocido de un animal de tamaño mayor que presenta una alimentación por filtración.

## Descripción

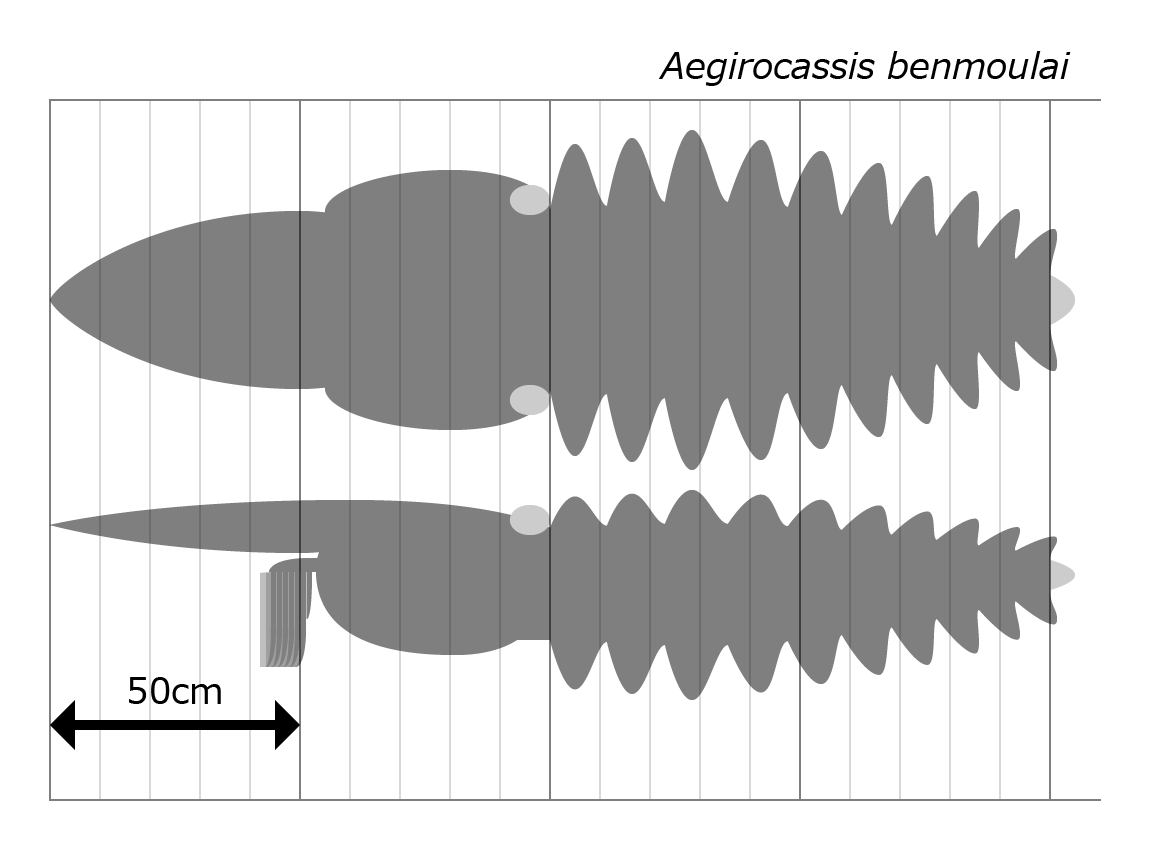
Estimación del tamaño

Cuando estaba vivo, era el segundo animal más grande en el planeta. De acuerdo con la descripción publicada en la revista científica Nature, medía más de dos metros de largo.
Al igual que muchas otras especies de húrdidos, Aegirocassis tenía tres grandes escleritos cefálicos. El esclerito (caparazón) dorsal en forma de gota (elemento H) es tan largo que ocupa la mitad de la longitud del cuerpo, y la línea media dorsal está más claramente elevada en el extremo anterior. Ambos bordes del caparazón tenían proyecciones triangulares orientadas hacia abajo, que pueden haber sido la conexión con las puntas de los caparazones izquierdo y derecho de abajo. Los caparazones izquierdo y derecho (elementos P) son elípticos, cada uno con un surco en su extremo anterior que se anastomosa con la proyección triangular antes mencionada. La superficie, al igual que el caparazón dorsal, también tiene una cresta distintiva alrededor de la línea media de cada uno, así como en el extremo anterior.
Los apéndices frontales tienen aproximadamente 12 cm de longitud y cada uno está dividido en siete segmentos. En la superficie ventral de primer segmento hay un endito más pequeño que el resto, con los segmentos segundo a quinto con cinco enditos alargados. En cada endito hay unas 80 ramas largas en forma de cerdas (espinas auxiliares), que se dividen en la base en articulaciones redondeadas. Cada rama tiene otras dos hileras de cilios en forma de V en ambos bordes. El primer segmento del apéndice tiene una estructura similar, pero es relativamente corto.
Se han realizado reconstrucciones de todo el cuerpo del animal usando como referencia otros radiodontos estrechamente relacionados, pero se desconoce la morfología de los ojos y la boca (cono oral) no descubiertos. Como se alimentaba por filtración (como se indicó antes), se cree que la necesidad de tener una vista bien desarrollada y una dentadura robusta era escasa.
La calidad de la conservación tridimensional ha arrojado luz sobre la naturaleza de las aletas troncales de los radiodontos. Cada segmento del tronco del ejemplar de Aegirocassis benmoulai tiene un par de aletas ventrales y dorsales. Varios detalles que se aprecian claramente en el espécimen llevaron a revisar y revaluar la investigación de los especímenes existentes y, sobre todo, a concluir que el par ventral es homólogo a los endópodos de los artrópodos (ramas internas parecidas a patas) y a las extremidades de los lobópodos (lobópodos), y el par dorsal es homólogo a las aletas de los lobópodos branquiales y a los exitos (ramas exteriores similares a branquias) de las patas birrámeas de los artrópodos.